# Rebărkovo, Vrața
Rebărkovo (în bulgară Ребърково) este un sat în comuna Mezdra, regiunea Vrața,  Bulgaria. 

## Demografie
Componența etnică a satului Rebărkovo
     Bulgari (87,57%)
     Romi (10,69%)
     Nicio identificare (1,73%)
     Altele (0%)
La recensământul din 2011, populația satului Rebărkovo era de 346 locuitori. Din punct de vedere etnic, majoritatea locuitorilor (87,57%) erau bulgari, cu o minoritate de romi (10,69%). Pentru 1,73% din locuitori nu este cunoscută apartenența etnică.